# Kínai csíkosteknős
A kínai csíkosteknős (Ocadia sinensis) a hüllők (Reptilia) osztályába, a teknősök (Testudines) rendjébe és a földiteknősfélék (Geoemydidae) családjába, az Ocadia nemzetségbe tartozó faj, egyike a legősibb teknősfajoknak.

## Elterjedése
Kína, Tajvan és Vietnám területén honos, állatkertekben ritkán található meg.

## Megjelenése
A kínai csíkosteknős a nyakán és a fején finoman csíkozott, ezzel a mintázattal egyedülálló az Ocadia nemzetségen belül, a délkelet-ázsiai édesvízi teknősök között. Nevét is erről a mintázatról kapta. A teknős testhossza kb. 27 cm, a páncélja pedig ovális alakú. Hátpáncélja egyszínű vörösesbarna, amin három gyengén látható él húzódik, ahogy növekszik, a páncél besötétedik és ezek az élek eltűnnek.

## Életmódja
Nappali aktív állat, a növényzetben dús, állóvizeket kedveli, de a lassú sodrású folyókban is megtalálható. A kínai csíkos nyakú teknősre jellemző, hogy mindenevő, ami azt jelenti, hogy egyaránt megeszi a különböző növényi és állati eredetű anyagokat. A nemek és korcsoportok szerint viszont más és más a tápláléka. A kifejlett nőstények inkább növényevők, kifejlett hajtásokat, gyökereket esznek, a hímek és a fiatal nőstények pedig húsevők, vízi csigákkal, lárvákkal, szúnyogokkal és földi rovarokkal táplálkoznak.

## Szaporodása
A kínai csíkos teknősök március elejétől június elejéig rakják le tojásaikat a maguk ásta gödörbe. Egyszerre 7-17 tojást raknak le, beássák a földbe, és őrzik, mert a kutyák és a ragadozók könnyű zsákmánynak tekintik a lerakott fészekaljat. A kicsik augusztus elején bújnak ki a tojásból.

## Természetvédelmi állapota
Élőhelyének elvesztése fenyegeti. Az IUCN vörös listáján a veszélyeztetett kategóriában szerepel.